# Agrotis subtratus
Agrotis subtratus là một loài bướm đêm trong họ Noctuidae.